# Volodymyr Sydorenko
Volodymyr Petrovyč Sydorenko (in ucraino Володимир Петрович Сидоренко?; Enerhodar, 23 settembre 1976) è un ex pugile ucraino.

## Palmarès

### Olimpiadi
- 1 medaglia:
  - 1 bronzo (Sydney 2000 nei pesi mosca)

### Mondiali dilettanti
- 1 medaglia:
  - 1 argento (Belfast 2001 nei pesi mosca)

### Europei dilettanti
- 2 medaglie:
  - 2 ori (Minsk 1998 nei pesi mosca; Tampere 2000 nei pesi mosca)